# باشگاه فوتبال میلتون کینز دونز
باشگاه فوتبال میلتون کینز دونز (به انگلیسی: Milton Keynes Dons Football Club) یک باشگاه فوتبال در شهر میلتون کینز، کشور انگلستان است که در سال ۲۰۰۴ میلادی تأسیس شده‌است.